# Erysimum wilczekianum
Erysimum wilczekianum — вид квіткових рослин родини капустяних (Brassicaceae).

## Поширення
Вид поширений в Алжирі та Марокко.